# 木原さとみ
木原 さとみ（きはら さとみ、1971年7月4日 -  ）は、日本の元歌手、アイドル。女性アイドルグループ・東京パフォーマンスドール（TPD）のフロントメンバーであり、初代リーダーを務めた。
鹿児島県生まれ、福岡県出身。姉が1人いる。夫はテレビプロデューサーの西山仁紫。

## 略歴・人物
同郷出身だった松田聖子に憧れて、小3で歌手を志し、地元の福岡県でCMや歌謡祭などに出演した。平尾昌晃ミュージックスクール福岡校、ジャパン・アーチスト音楽学院東京校で音楽を学ぶ。
父親から地元に進学して欲しいと言われ、福岡の高校に入学したが、父の転勤もあり東京の高校に転校。高校在学中に雑誌『週刊少年チャンピオン』で読者投票によりミスチャンピオンに選ばれた（3名の中には鈴木蘭々がいる）。その後、横浜でスカウトされテレビ東京のバラエティ番組『少女雑貨専門TV エクボ堂』のレギュラーとなる。
当初は同じ事務所の篠原涼子とユニットを組むと言われていたが、そこに川村知砂も加わり3人組でデビュー。
1990年6月、さらにメンバーは増員され、東京パフォーマンスドール（TPD）を結成することになり、リーダーも任された。TPDではフロントメンバーとして活動していたほか、篠原涼子・川村知砂とともにグループ内ユニット「ゴルビーズ（GOLBIES）」としても活動した。
1993年に日本武道館2days、94年に横浜アリーナ公演を成功させるが、達成感から人気メンバーの卒業が相次いだ。メンバーの補充などもあったが、木原はポジションが端へと追いやられてしまい、1995年10月に東京パフォーマンスドールを卒業した。
ソロ歌手に転向し、1996年にアニメ映画『魔法陣グルグル』の主題歌「金のトビラ」を、作者の衛藤ヒロユキとYMOのプログラマーとしても知られる松武秀樹とのユニット「サトミキハラ with ラジオハート」としてリリース。声優の仕事にも挑戦した。1998年にユニット「Hi-Tech Kinema」のボーカルを担当し、シングル「Hey! La La」をリリースしたが、この年をもって歌手活動も終了した。
その後は、デザイナーとして活動を始め、『chocola tiere』（ショコラ・ティエール）というブランドを設立し、ファッションアイテムのデザインを手掛けた。インテリアコーディネーターとして、TBSの情報番組『ジャスト』で“お部屋改装計画”コーナーを担当。福岡のテレビ番組でもインテリアコーディネーターとしてレギュラーを持っていた。イラストレーターとして、2003年には東京パフォーマンスドールのメンバーだった穴井夕子の著書『命にあいたくて Baby meet mama』の挿絵を手掛けた。
2001年9月24日にTPDの衣装デザインを手掛けていたデザイナーと結婚したが、程なくして離婚。2007年11月11日にフジテレビの恋愛バラエティ番組『あいのり』のプロデューサーを務めた西山仁紫と再婚。2009年10月4日、38歳の時に男児を出産。
2014年8月1日から2016年6月17日まで、インターネットラジオ『帰ってきたパフォーマンスドール TPD RETURNS』（全48回）のパーソナリティーを八木田麻衣とともに務めた。
2020年、東京パフォーマンスドールの30周年ライブイベントに出演。
2020年11月18日リリースの東京パフォーマンスドールの誕生30周年記念のアルバム『20 BEATS 20 TALES』に収録されている「放課後はいつもパーティー（30th Anniversary ver.）」のレコーディングに参加。
2022年、子育てに専念していたが、それが落ち着いたこともあり、ダンスサークル「パードルダンス部」を作り、月1でダンスレッスンを行っている。
2023年7月15日、東京国際フォーラムで行われたイベント『MIND CIRCUS』に、川村知砂・穴井夕子・八木田麻衣・木伏夏子の元TPDメンバーとともに出演。東京パフォーマンスドールの楽曲「キスは少年を浪費する」「ダイヤモンドは傷つかない」などを披露した。

## 出演

### テレビ番組
- 少女雑貨専門TV エクボ堂（1987年 - 1989年、テレビ東京）
- 薔薇薔薇（1990年 - 1991年、フジテレビ）
- CYBER MEME（サイバーミーム）（1991年 - 1992年、TVK）
- HYU2（ヒューヒュー）（1992年 - 1993年、日本テレビ）
- 笑売繁盛（日本テレビ）
- モグラネグラ（1993年、テレビ東京）
- 摩訶不思議 ダウンタウンの…!?（1993年、ABC）
- 有田とマツコと男と女（2012年4月19日放送、TBS）[7]

### ラジオ
- 東京パフォーマンスドールのprom night（1993年、OBC）
- ブンブン・MoMoJiRiキッズ（1993年、OBC）
- メディアキング電波ファイター 火曜日（CBCラジオ）
- オールナイトニッポン 第2部（ニッポン放送）
- アニメマインド
- 帰ってきたパフォーマンスドール TPD RETURNS（2014年8月1日 - 2016年6月17日・全48回、インターネットラジオ）
- KeiZiroのぬばたまZぷち（2024年3月20日、FM PIPI）電話ゲスト

### CM
- ソニー「ディスクマンD-202」
- メガネスーパー（1991年 - 1992年）
- 江崎グリコ「プリッツ」（1992年 - 1993年）

### ドラマCD
- 浪漫倶楽部 サウンドシアター（1996年）コロン役

## ディスコグラフィ
グループでの楽曲は東京パフォーマンスドール#音楽を参照

### シングル
| 発売日         | タイトル                       | 収録曲 | 備考 |
| -------------- | ------------------------------ | --- | --- |
| 1990年8月1日   | ブギウギ・ダンシング・シューズ | 1. ブギウギ・ダンシング・シューズ 2. ロコモーション                                                                                             | - |
| 1991年1月1日   | 誘惑のブギー                   | 1. 誘惑のブギー 2. 愛のさざなみ | - |
| 1991年9月1日   | NIGHT RAIN                     | 1. NIGHT RAIN 2. サヨナラにKissを | - |
| 1994年2月2日   | 太陽はくやしがらない           | 1. 太陽はくやしがらない 2. エモーションが予言した                                                                                               | - |
| 1994年12月12日 | blue easy sleep                | 1. blue easy sleep（SPECIAL LAB.MIX） 2. love me tender（GREAT NORTHERN MIX） 3. heaven（STRATOSPHERE MIX） 4. love me tender（PERVERSION MIX） | AVEC meets satomi kihara名義 4曲入りマキシシングル                                                             |
| 1995年10月21日 | カーニヴァル                   | 1. カーニヴァル 2. カーニヴァル（remixed version） 3. カーニヴァル（backing track）                                                             | カーディガンズのカバー TPDのアルバム「check my heart」からシングルカット 2017年11月3日にアナログ盤が発売された |
| 1996年4月1日   | 金のトビラ                     | 1. 金のトビラ 2. DE・SU・ZO 3. 金のトビラ（オリジナルカラオケ）                                                                                 | サトミキハラ with ラジオハート名義                                                                             |
| 1998年8月21日  | Hey! La La                     | 1. Hey!La La 2. Well Well Well 3. Cheep Sweet Honey Drop 4. Roller Coaster                                                                      | Hi-Tech Kinema名義 4曲入りマキシシングル                                                                       |

### アルバム
| 発売日        | タイトル                           | 収録曲 | 備考 |
| ------------- | ---------------------------------- | --- | ---- |
| 1993年1月15日 | SATOMI from Tokyo Performance Doll | 1. In the Arm of Night 2. 素顔のくちびる 3. スキャンダルが終わる 4. 風酒花伝 5. Cherry Merry Kiss! 6. Night Rain 7. 19XX 8. サヨナラにKissを 9. 星屑のフリータイム 10. もしも…の春 |      |

### その他
- ガルフォース・ザ・レボリューション ヴォーカル・コレクション「涙よりも吐息よりも」（1996年10月2日）